# Richard Kozderka
Richard Kozderka (20. září 1908 Královo Pole – 18. října 1994 Brno) byl český hudební skladatel a violista.

## Život
Jeho bratrem byl Ladislav Kozderka.
Působil v orchestru Československého rozhlasu Brno (v letech 1929–1955) a ve Státní filharmonii Brno. Účinkoval s Ondříčkovým a Pražským kvartetem. Jako pedagog působil na konzervatoři v Brně.